# Ixam nyelvvizsga

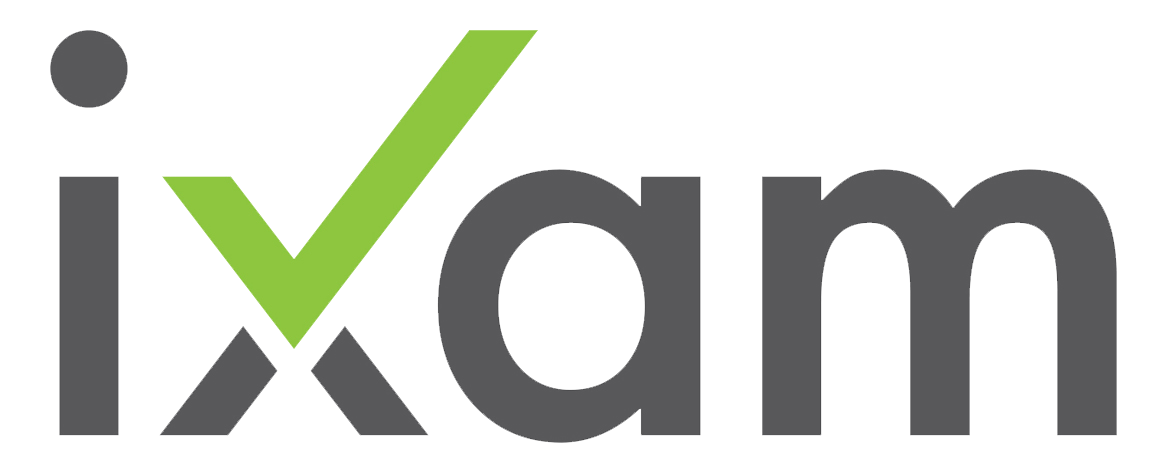
iXam nyelvvizsga

A TIT-iXam nyelvvizsgarendszer a Tudományos Ismeretterjesztő Társulat jogtulajdonában álló új nyelvvizsgarendszer. A központ más vizsgarendszerekben szerzett több évtizedes vizsgáztatói tapasztalata, vizsgázóival és vizsgáztatóival való közvetlen kapcsolata vezetett oda, hogy egy sajátságosan Magyarországra tervezett, az itteni igényeknek legjobban megfelelő részben elektronikusan letehető, könnyen elérhető és gyors eredményt szolgáltató államilag elismert nyelvvizsgarendszert hozzon létre. 2020 tavaszán a vizsgarendszert továbbfejlesztették, így már online is lehetőség van államilag elismert angol és német nyelvvizsgát tenni.
A Tudományos Ismeretterjesztő Társulat többek között felnőttképzési intézmény is (nyilvántartásba vételi szám: E-000226/2014), amely felvállalja a nyelvtanulás iránt érdeklődők képzését, vizsgára felkészítő könyvek, kiadványok készítését is. A központ működése teljes egészében a Nyelvvizsgáztatási Akkreditációs Központ felügyelete alá tartozik.
A Magyarországon fejlesztett vizsgák között a TIT-iXam nyújtott először lehetőséget azoknak a vizsgázni vágyóknak, akik a digitális kommunikációban otthonosan mozognak, talán biztonságosabban, mint a papíralapú vizsgázás területén. A vizsgarendszer létrehozásánál az egyszerűség, a maximális átláthatóság, a belső szimmetriák kialakítása voltak az irányadó szempontok. Ugyanakkor a szóbeli vizsga beszédkészséget mérő része – más számítógéppel adminisztrált vizsgarendszerek gyakorlatától eltérően, – valóságos belső egyensúlyra épül, mind az interperszonális helyzeteket (vizsgázó-vizsgáztató, vizsgázó-vizsgázó), mind a szóbeli feladatok formáját (monológ, párbeszéd) tekintve. Filozófiájuk, hogy a beszédkészség hiteles mérése élő vizsgán történjen.

## Történet
Tíz éve született a praktikus ötlet, ha számítógépen használjuk nyelvtudásunk nagy részét, miért nem mérhetjük nyelvtudásunkat számítógépen? A TIT 2009-ben legrégebbi partnerét kereste meg ezzel az ötlettel, sajnos sikertelenül. Ezután a TIT saját, nagy tapasztalattal rendelkező vizsgáztatóira, tanáraira, informatikus fejlesztőire támaszkodott. Eredményesen. Az első számítógépre készült nyelvvizsga feladatsorokat ismert nyelvkönyv szerzők: Kalotáné dr. Németh Ágnes, dr. Péri Márton, Nagy Zsuzsanna Judit, Tóth László, Vidó Ildikó alkották. A technikai fejlesztést a Pázmány Péter Katolikus Egyetem Információtechnológiai Karának kutatói végezték, majd 2012 és 2014 között egy európai uniós GOP projekt keretében a Budapesti Műszaki Egyetem informatikus kutatói is bekapcsolódtak a fejlesztésekbe. 2011 és 2017 között az akkreditáló hatóság négy fordulóban utasította el az államilag elismert nyelvvizsga minősítés kiadását. 2018. április óta államilag elismert hazánkban az TIT-iXam nyelvvizsga. 2019 óta az angol mellett német nyelven is lehetőség van államilag elismert nyelvvizsgát szerezni. 2020 tavaszán a vizsgarendszert készítő szakemberek elsők között akkreditáltatták az iXam online vizsgaváltozatát is. 2021-től a vizsgázók vizsgaközpontból már saját számítógépüket is használva is vizsgát tehetnek.

## Vizsgatípusok
A vizsga egyaránt kitölthető papír alapon, illetve számítógéppel (online és offline) is. Az offline számítógépes vizsgán egy egyedileg fejlesztett web alapú szoftver használatával történik a nyelvvizsga, melyen egynyelvű, digitális szótár áll a vizsgázók rendelkezésére. Az írásbeli nyelvvizsga 3 fő blokkból, melyeket meghatározott ideig tölthet csak ki a vizsgázó, amennyiben lezárja az egyik fő blokkot arra már nem térhet vissza. A fő blokkokon belül található feladatok között azonban szabadon ugrálhat, amíg ideje engedi. A hátralevő időt egy visszaszámláló óra mutatja a képernyő sarkában.

### Online nyelvvizsga
Online nyelvvizsga esetén a vizsgázónak 2 eszközzel és jó minőségű internettel kell rendelkeznie. Elsődleges eszközének egy Windows, vagy MacOS laptopnak, vagy asztali számítógépnek kell lennie, melyhez webkamera, mikrofon és vezetékes fülhallgató / hangszóró csatlakozik. Második eszköznek okostelefont ajánlunk, mely kamerával és mikrofonnal rendelkezik. A vizsga során a virtuális terem felügyelője folyamatosan figyeli és rögzíti a vizsgázó tevékenységét mindkét kamera segítségével, illetve nyomonköveti a vizsgázó képernyőképét is, így biztosítva a vizsga tisztaságát. Online nyelvvizsga esetén a vizsgaközpont díjmentesen segíti a vizsgázó felkészülését is. Az aktuális technikai részletek minden esetben a nyelvvizsgaközpont weboldalán érhetőek el.

## Szótárhasználat
A vizsga minden készségénél használhat bármilyen szótárt, kivéve a hallott szövegértés készségnél. A szótár biztosítása a vizsgázó feladata (kivéve a számítógépes írásbeli vizsga esetén, ahol a képernyő bal felső sarkában található a szótár ikon). A vizsgaközpont elsősorban az alábbi szótárak használatát javasolja: 

### Alacsonyabb szintekre
- Cambridge Essential English Dictionary
- MacMillan Essential Dictionary for Learners of English
- Longman Elementary Dictionary
- Longman Basic Dictionary
- Oxford Basic English Dictionary
- Oxford Elementary Learner’s Dictionary

### Általánosan
- Cambridge Learner’s Dictionary
- Longman Handy Learner’s Dictionary- New Edition
- Longman Pocket English Dictionary
- Paperback Oxford English Dictionary
- Longman Exams Dictionary

### Magasabb szintekre
- MacMillan English Dictionary for Intermediate Learners
- Cambridge Advanced Learner’s Dictionary, 4th Edition
- Longman Advanced American Dictionary
- MacMillan English Dictionary for Advanced Learners
- Oxford Advanced Learner’s Dictionary, 8th Edition
- Longman Dictionary of Contemporary English for Advanced Learners, 6th Edition

## Vizsgaszintek és vizsganyelvek
- A2 Belépő szintű angol nyelvvizsga
- B1 Alapszintű angol nyelvvizsga
- B2 Középfokú angol nyelvvizsga
- C1 Felsőfokú angol nyelvvizsga
- A2 Belépő szintű német nyelvvizsga
- B1 Alapszintű német nyelvvizsga
- B2 Középfokú német nyelvvizsga
- C1 Felsőfokú német nyelvvizsga[4]

## Internetes felkészülés
A felkészülésben nagy segítséget nyújthat az időben teljesen önhöz igazodó e-course rendszerünk, illetve online próbavizsga felületünk.

### e-Course oktatástámogató rendszer
Az e-Course a www.ixam.hu portálon elérhető online gyakorlást, gyakorlófeladatok kezelését és intelligens oktatástámogatási lehetőségeket biztosító komplex rendszer. Az e-Course bizonyos funkciói elérhetőek a tanulók számára fejlesztett e-Tutor mobil alkalmazáson keresztül is (Android, Windows Phone, iOS), valamint az órai használatot lehetővé tévő e-Course Teacher tablet alkalmazás segítségével.

### Ingyenes próbanyelvvizsga
Az iXam lehetőséget biztosít mindenkinek, hogy ingyenesen kipróbálhassa a számítógépes nyelvvizsgarendszerhez hasonló rendszer működését a https://demo.ixam.hu%5B%5D weboldalon.

### Online nyelvvizsgázók díjmentes segítséget kapnak a felkészülésben
Angol és német nyelvvizsgázóknak az iXam nyelvvizsgaközpont díjmentes felkészítő anyagot és konzultációt biztosít online vizsga esetén.

## Vizsgahelyek
Az iXam nyelvvizsgaközpont a Budapesten, a Kálvin tér, Astoria és a Nemzeti Múzeum közelében található, a Bródy Sándor utca 16. alatt található, de az ország számos más pontján üzemeltetnek partnereik vizsgahelyeket, például: Miskolc, Kaposvár, Győr, Kecskemét, Szeged, Nagykanizsa, Békéscsaba, Szekszárd, Baja, Pécs, Salgótarján, Debrecen, Vecsés. 2020-ban csatlakozott a nyelvvizsga szervezők táborába a Testnevelési Egyetem is.